# Tipula (Lunatipula) mallorca
Tipula (Lunatipula) mallorca is een tweevleugelige uit de familie langpootmuggen (Tipulidae). De soort komt voor in het Palearctisch gebied.